# ريكيبور
ريكيبور (بالإنجليزية: Riceboro, Georgia)‏ هي مدينة تقع في مقاطعة ليبيرتي، جورجيا بولاية جورجيا في الولايات المتحدة. تبلغ مساحة هذه المدينة 29.5 (كم²)، وترتفع عن سطح البحر 4 م، بلغ عدد سكانها 809 نسمة في عام 2010 حسب إحصاء مكتب تعداد الولايات المتحدة.

## أعلام
- ديليشا ميلتون جونز

## وصلات خارجية
- Cities & Counties - Georgia.gov